# Jorge Trejo
Jorge Trejo Reyes (Cidade do México, 24 de junho de 1991) é um ator de televisão mexicano. Mais conhecido por ter participado desde criança em várias produções da empresa Televisa, até obter o papel principal na novela infantil de 2005, Pablo y Andrea com Danna Paola.

## Carreira
Estreou em 1997 com a novela Sin ti, ao lado dos atores Gabriela Rivero e René Strickler. Em 1999 participou de Tres mujeres como Renato, também participo da mininovela de natal Cuento de Navidad.
Em 2000 participou de Por un beso ao lado de Natalia Esperón e Víctor Noriega.
Em 2006 participou da série familiar ¡Que madre tan padre! ao lado de atores como Maribel Guardia e Mauricio Castillo.
De 2010 a 2019 participou de vários episódios da unidade da Televisa Como dice el dicho e La rosa de Guadalupe.
Em 2021, volta às novelas com a produção de S.O.S. Me estoy enamorando aó personagem Nicolas, ao lado de Daniel Arenas e Irán Castillo.

## Filmografia

#### Telenovelas
| Ano       | Titulo                          | Personagem                       | Ref.        |
| --------- | ------------------------------- | -------------------------------- | ----------- |
| 2021-2022 | S.O.S. Me estoy enamorando      | Nicolás 'Nico' Lozano            | [ 5 ]       |
| 2008      | Querida enemiga                 | Jorge                            |             |
| 2007-2008 | Pasión                          | Ángel Fernández de la Cueva      |             |
| 2005      | Pablo y Andrea                  | Pablo Ibáñez Rentería            | [ 6 ] [ 7 ] |
| 2004-2005 | Mujer de madera                 | Facundo                          |             |
| 2004      | Amy, la niña de la mochila azul | Pacoco                           | [ 8 ]       |
| 2003      | Bajo la misma piel              |                                  |             |
| 2002      | Clase 406                       | Lalito González                  |             |
| 2002      | Así son ellas                   |                                  |             |
| 2002      | Las vías del amor               | Gabriel Quesada (criança)        |             |
| 2001      | Navidad sin fin                 | Rigoberto                        | [ 9 ]       |
| 2001      | El derecho de nacer             |                                  |             |
| 2001      | El noveno mandamiento           | Brunito                          |             |
| 2000      | Por un beso                     | Ernesto 'Neto' Ornelas (criança) |             |
| 1999      | Cuento de Navidad               | Hipólito 'Polito' López          |             |
| 1999      | El niño que vino del mar        |                                  |             |
| 1999      | Tres mujeres                    | Renato                           |             |
| 1997      | Sin ti                          |                                  |             |

#### Series de televisão
| Ano       | Titulo                       | Personagem       | Ref.   |
| --------- | ---------------------------- | ---------------- | ------ |
| 2022      | La fuerza de creer           | Ricardo          | [ 10 ] |
| 2021      | Esta historia me suena       |                  | [ 11 ] |
| 2012-2020 | Como dice el dicho           | Varios episódios |        |
| 2008-2016 | La rosa de Guadalupe         | Varios episódios |        |
| 1999-2007 | Mujer, casos de la vida real | Varios episódios |        |
| 2006      | ¡Qué madre, tan padre!       | Andrés Hernández | [ 12 ] |